# Leonardo Rodríguez
Leonardo Adrián Rodríguez (Lanús, 27 agosto 1966) è un procuratore sportivo ed ex calciatore argentino, attivo negli ottanta e novanta nel ruolo di centrocampista.

## Biografia
Suo figlio Thomas ha seguito le orme paterne, divenendo anch'egli calciatore.

## Carriera
Rodríguez iniziò la sua parabola agonistica nelle file del Lanús società con il quale debuttò nel 1983 in Primera B, dimostrandosi giocatore di grande tecnica individuale. Ma la società esitava a dargli la maglia da titolare e così il giovane numero 10 scelse di non rinnovare il contratto e offrirsi in prestito al Vélez Sársfield dove disputò una discreta stagione, senza però convincere i dirigenti della squadra ad acquistarlo in via definitiva.
Altri tentativi Rodríguez li fece con l'Argentinos Juniors e con il San Lorenzo dove incontrò un allenatore, Fernando Areán, che gli diede fiducia. Iniziò così per il fantasista di Lanús una parabola positiva che lo portò alla convocazione in Nazionale, quindi la vittoria nella Coppa America 1991 che disputò da protagonista venendo nominato giocatore rivelazione, titolo che gli valse l'interesse dei club europei. Acquistato dall'Olympique Marsiglia, venne girato al Tolone ove giocò un positivo campionato. Per lui 12 gol realizzati e valutazioni positive dalla critica.
Nel 1992 l'approdo in Italia nelle file dell'Atalanta. In maglia nerazzurra disputò 3 stagioni intervallate da una parentesi al Borussia Dortmund (novembre 1993-1994). La prima con esito accettabile sotto la guida di Marcello Lippi e le altre due senza incidere in maniera significativa denotando problemi di convivenza dapprima con Francesco Guidolin e poi con Emiliano Mondonico. Al termine dell'esperienza italiana, giocò in Messico, in Cile e concluse la carriera nella sua prima squadra, il Lanús.

## Statistiche

### Cronologia presenze e reti in nazionale
| Cronologia completa delle presenze e delle reti in nazionale ― Argentina | Cronologia completa delle presenze e delle reti in nazionale ― Argentina | Cronologia completa delle presenze e delle reti in nazionale ― Argentina | Cronologia completa delle presenze e delle reti in nazionale ― Argentina | Cronologia completa delle presenze e delle reti in nazionale ― Argentina | Cronologia completa delle presenze e delle reti in nazionale ― Argentina | Cronologia completa delle presenze e delle reti in nazionale ― Argentina | Cronologia completa delle presenze e delle reti in nazionale ― Argentina |
| Data                                                                     | Città                                                                    | In casa                                                                  | Risultato                                                                | Ospiti                                                                   | Competizione                                                             | Reti                                                                     | Note                                                                     |
| ------------------------------------------------------------------------ | ------------------------------------------------------------------------ | ------------------------------------------------------------------------ | ------------------------------------------------------------------------ | ------------------------------------------------------------------------ | ------------------------------------------------------------------------ | ------------------------------------------------------------------------ | ------------------------------------------------------------------------ |
| 8-7-1991                                                                 | Santiago del Cile                                                        | Argentina                                                                | 3 – 0                                                                    | Venezuela                                                                | Coppa America 1991 - 1º turno                                            | -                                                                        | 79’                                                                      |
| 10-7-1991                                                                | Santiago del Cile                                                        | Cile                                                                     | 0 – 1                                                                    | Argentina                                                                | Coppa America 1991 - 1º turno                                            | -                                                                        | 46’                                                                      |
| 12-7-1991                                                                | Concepción                                                               | Argentina                                                                | 4 – 1                                                                    | Paraguay                                                                 | Coppa America 1991 - 1º turno                                            | -                                                                        |                                                                          |
| 17-7-1991                                                                | Santiago del Cile                                                        | Argentina                                                                | 3 – 2                                                                    | Brasile                                                                  | Coppa America 1991 - Girone finale                                       | -                                                                        | 82’                                                                      |
| 19-7-1991                                                                | Santiago del Cile                                                        | Cile                                                                     | 0 – 0                                                                    | Argentina                                                                | Coppa America 1991 - Girone finale                                       | -                                                                        | 85’                                                                      |
| 21-7-1991                                                                | Santiago del Cile                                                        | Argentina                                                                | 2 – 1                                                                    | Colombia                                                                 | Coppa America 1991 - Girone finale                                       | -                                                                        | 77’                                                                      |
| 30-5-1992                                                                | Tokyo                                                                    | Giappone                                                                 | 0 – 1                                                                    | Argentina                                                                | Kirin Cup 1992                                                           | -                                                                        | 82’                                                                      |
| 3-6-1992                                                                 | Gifu                                                                     | Argentina                                                                | 1 – 0                                                                    | Galles                                                                   | Kirin Cup 1992                                                           | -                                                                        | 60’                                                                      |
| 18-6-1992                                                                | Buenos Aires                                                             | Argentina                                                                | 2 – 0                                                                    | Australia                                                                | Amichevole                                                               | -                                                                        | 67’                                                                      |
| 16-10-1992                                                               | Riyad                                                                    | Argentina                                                                | 4 – 0                                                                    | Costa d'Avorio                                                           | Conf. Cup 1992 - Semifinale                                              | -                                                                        | 67’                                                                      |
| 20-10-1992                                                               | Riyad                                                                    | Arabia Saudita                                                           | 1 – 3                                                                    | Argentina                                                                | Conf. Cup 1992 - Finale                                                  | 1                                                                        | 73’                                                                      |
| 26-11-1992                                                               | Buenos Aires                                                             | Argentina                                                                | 2 – 0                                                                    | Polonia                                                                  | Amichevole                                                               | -                                                                        | 78’                                                                      |
| 24-2-1993                                                                | Mar del Plata                                                            | Argentina                                                                | 1 – 1 dts (5 - 4 dtr)                                                    | Danimarca                                                                | Coppa dei Campioni CONMEBOL-UEFA 1993                                    | -                                                                        | 61’                                                                      |
| 17-6-1993                                                                | Guayaquil                                                                | Argentina                                                                | 1 – 0                                                                    | Bolivia                                                                  | Coppa America 1993 - 1º turno                                            | -                                                                        | 63’                                                                      |
| 20-6-1993                                                                | Guayaquil                                                                | Argentina                                                                | 1 – 1                                                                    | Messico                                                                  | Coppa America 1993 - 1º turno                                            | -                                                                        | 56’                                                                      |
| 23-6-1993                                                                | Guayaquil                                                                | Argentina                                                                | 1 – 1                                                                    | Colombia                                                                 | Coppa America 1993 - 1º turno                                            | -                                                                        | 67’                                                                      |
| 27-6-1993                                                                | Guayaquil                                                                | Argentina                                                                | 1 – 1 dts (6 - 5 dtr)                                                    | Brasile                                                                  | Coppa America 1993 - Quarti di finale                                    | 1                                                                        | 54’                                                                      |
| 1-7-1993                                                                 | Guayaquil                                                                | Argentina                                                                | 0 – 0 dts (6 - 5 dtr)                                                    | Colombia                                                                 | Coppa America 1993 - Semifinale                                          | -                                                                        | 69’                                                                      |
| 4-7-1993                                                                 | Guayaquil                                                                | Argentina                                                                | 2 – 1                                                                    | Messico                                                                  | Coppa America 1993 - Finale                                              | -                                                                        | 64’                                                                      |
| 1-8-1993                                                                 | Lima                                                                     | Perù                                                                     | 0 – 1                                                                    | Argentina                                                                | Qual. Mondiali 1994                                                      | -                                                                        | 61’                                                                      |
| 8-8-1993                                                                 | Asunción                                                                 | Paraguay                                                                 | 1 – 3                                                                    | Argentina                                                                | Qual. Mondiali 1994                                                      | -                                                                        | 46’                                                                      |
| 15-8-1993                                                                | Barranquilla                                                             | Colombia                                                                 | 2 – 1                                                                    | Argentina                                                                | Qual. Mondiali 1994                                                      | -                                                                        | 82’                                                                      |
| 22-8-1993                                                                | Buenos Aires                                                             | Argentina                                                                | 2 – 1                                                                    | Perù                                                                     | Qual. Mondiali 1994                                                      | -                                                                        | 71’                                                                      |
| 29-8-1993                                                                | Buenos Aires                                                             | Argentina                                                                | 0 – 0                                                                    | Paraguay                                                                 | Qual. Mondiali 1994                                                      | -                                                                        | 63’                                                                      |
| 5-9-1993                                                                 | Buenos Aires                                                             | Argentina                                                                | 0 – 5                                                                    | Colombia                                                                 | Qual. Mondiali 1994                                                      | -                                                                        | 53’                                                                      |
| 15-12-1993                                                               | Miami                                                                    | Argentina                                                                | 2 – 1                                                                    | Germania                                                                 | Amichevole                                                               | -                                                                        | 89’                                                                      |
| 23-3-1994                                                                | Recife                                                                   | Brasile                                                                  | 2 – 0                                                                    | Argentina                                                                | Amichevole                                                               | -                                                                        | 77’                                                                      |
| 25-5-1994                                                                | Guayaquil                                                                | Ecuador                                                                  | 1 – 0                                                                    | Argentina                                                                | Amichevole                                                               | -                                                                        | 66’                                                                      |
| 30-6-1994                                                                | Dallas                                                                   | Argentina                                                                | 0 – 2                                                                    | Bulgaria                                                                 | Mondiali 1994 - 1º turno                                                 | -                                                                        | 44’ 67’                                                                  |
| Totale                                                                   |                                                                          | Presenze                                                                 | 29                                                                       |                                                                          | Reti                                                                     | 2                                                                        |                                                                          |

## Palmarès

### Club
- Coppa Mercosur: 1

San Lorenzo 2001

### Nazionale
- Coppa America: 2

1991, 1993
- Confederations Cup: 1

1992
- Coppa Artemio Franchi: 1

Argentina 1993

### Individuale
- Miglior giocatore della Coppa America: 1

Cile 1991